# Rhamphocottus richardsonii
Rhamphocottus richardsonii är en fiskart som beskrevs av Günther, 1874. Rhamphocottus richardsonii ingår i släktet Rhamphocottus och familjen Rhamphocottidae. Inga underarter finns listade i Catalogue of Life.